# 菱形動物門
菱形動物門（學名：Rhombozoa），或二胚動物門（學名：Dicyemida）是棲息在頭足類腎附屬物的一門寄生蟲。二胚動物門其實是在菱形動物門之前命名的，但現今一般都會以菱形動物門來稱呼這類動物。
菱形動物門的分類被受質疑。傳統上，菱形動物門與直泳動物門一同分類在中生動物門中。不過，分子種系發生學顯示菱形動物門應該較為接近線蟲動物門。
菱形動物門可以細分為Conocyemidae及二胚蟲科。

## 結構
菱形蟲長約0.1—9.0毫米，在顯微鏡下可以清晰看見。它們的細胞數目恆定，約有由20-30個細胞組成，故很輕易分辨。外層是單層的具有纖毛的體細胞，包圍著中央的軸細胞。前端有一個極帽，可以將它們連接在寄主的腎附屬物表層上。

## 生命周期
菱形蟲同時有無性繁殖及有性繁殖的形態。前者多在幼生及未成熟的寄主上出現，後者則會出現在成熟的寄主。無性繁殖的階段稱為線形體，它們會生產蠕蟲狀的幼蟲，幼蟲為熟會產生更多的線形體。線形體可以在幼生頭足類激增充滿其腎。
隨著時間過去，當線形體的數量到達某程度時，蠕蟲狀幼蟲會成熟及變成菱形體，進入有性繁殖階段。菱形體包含了雌雄同體的滴蟲形幼蟲原體，可以生成滴蟲形幼蟲。這些幼蟲的形態很特別，以像車前燈的纖毛節來游泳。科學家一直假設這種滴蟲形幼蟲會隨寄主排尿時一同被排出，且是一種擴散及感染的階段。不過感染的方式及影響卻依然是一個謎。
菱形蟲在一些時期是會留在溫帶的底棲環境，其數量最為豐富。雖然有時在熱帶也會發現菱形蟲，但一般感染率都很低。菱形蟲從未在真正的海洋性頭足類身上發現，因為它們是被纖毛亞門所寄生。大部份菱形動物門的物種都只在一或兩個寄主物種中發現。它們雖然並非專一寄生的，卻似乎卻只寄生在某些相關的寄主身上。